# Curva di Engel
In microeconomia, una curva di Engel descrive come la spesa delle famiglie per un particolare bene o servizio si comporta in base al reddito delle famiglie. Esistono due tipi di curve Engel. Le curve di Engel riguardanti la quota di budget descrivono come la proporzione del reddito familiare speso per un bene varia a seconda del reddito. In alternativa, le curve di Engel possono anche descrivere come le spese reali variano con il reddito delle famiglie. Prendono il nome dallo statistico tedesco Ernst Engel (1821–1896), che fu il primo a indagare sistematicamente sulla relazione tra spese e entrate nel 1857. Il singolo risultato più noto dell'articolo è la legge di Engel che stabilisce che più una famiglia è povera, maggiore è la quota di budget che spende per l'alimentazione.

## Forma
Graficamente, la curva di Engel è rappresentata nel primo quadrante dal sistema di coordinate cartesiane. Il reddito è mostrato sull'asse verticale e la quantità richiesta per il bene o servizio selezionato è mostrata sull'asse orizzontale.
Le forme delle curve di Engel dipendono da molte variabili demografiche e da altre caratteristiche del consumatore. La curva di Engel di un bene riflette la sua elasticità di reddito e indica se il bene è un bene inferiore, normale o di lusso. Le curve empiriche di Engel sono quasi lineari per alcuni prodotti e altamente non lineari per altri.
Per merci normali, la curva di Engel ha un gradiente positivo. Cioè, all'aumentare del reddito, aumenta la quantità richiesta. Tra i beni normali ci sono due possibilità. Sebbene la curva di Engel rimanga inclinata verso l'alto in entrambi i casi, si piega verso l'asse X per necessità e verso l'asse Y per beni di lusso.
Per merci inferiori, la curva di Engel ha un gradiente negativo. Ciò significa che, poiché il consumatore ha un reddito maggiore, acquisterà meno del bene inferiore perché sarà in grado di acquistare beni migliori.
Per merci con una funzione di domanda marshalliana generata da una funzione di utilità di forma polare di Gorman, la curva di Engel è una linea retta.
Molte curve di Engel presentano proprietà di saturazione in quanto la loro pendenza tende verso l'infinito ad alti livelli di reddito, il che suggerisce che esiste un limite assoluto sul quanto possa aumentare la spesa per un bene all'aumentare del reddito delle famiglie. Questa proprietà di saturazione è stata collegata a rallentamenti della crescita della domanda per alcuni settori dell'economia, causando importanti cambiamenti nella composizione settoriale dell'economia.

## Altre proprietà
Quando si considera un sistema di curve di Engel, il teorema di aggiunta impone che la somma di tutte le elasticità di spesa totali, se ponderata dalla corrispondente quota di bilancio, deve sommarsi all'unità. Ciò esclude la possibilità che la saturazione sia una proprietà generale delle curve di Engel su tutti i beni poiché ciò implicherebbe che l'elasticità del reddito di tutti i beni si avvicini allo zero a partire da un certo livello di reddito. La restrizione addizionale deriva dal presupposto che il consumo avvenga sempre al limite superiore del set di opportunità della famiglia, il che viene soddisfatto solo se la famiglia non può soddisfare completamente tutti i suoi desideri entro i limiti del set di opportunità.
Altri studiosi sostengono che esiste un livello di saturazione superiore per tutti i tipi di beni e servizi.

## Applicazioni
In microeconomia, le curve di Engel vengono utilizzate per i calcoli della scala di equivalenza e i relativi confronti di benessere e determinano le proprietà dei sistemi di domanda come aggregabilità e rango.
Le curve di Engel sono state anche utilizzate per studiare come la composizione industriale mutevole delle economie in crescita sia collegata ai cambiamenti nella composizione della domanda delle famiglie.
Nella teoria del commercio, una spiegazione del commercio intersettoriale è stata l'ipotesi che i paesi con livelli di reddito simili possiedano preferenze simili per beni e servizi (l'ipotesi di Lindner), il che suggerisce che capire come la composizione della domanda delle famiglie cambia con il reddito può svolgere un ruolo importante nel determinare i modelli commerciali globali.
Le curve di Engel sono di grande rilevanza anche nella misurazione dell'inflazione, e della politica fiscale.

## I problemi

### Basso potere esplicativo
L'eteroschedasticità è un problema ben noto nella stima delle curve di Engel: poiché il reddito aumenta la differenza tra l'osservazione effettiva e il livello di spesa stimato tende ad aumentare drammaticamente. La curva di Engel e altri modelli di funzioni della domanda non riescono ancora a spiegare la maggior parte delle variazioni osservate nel comportamento dei consumi individuali.
Di conseguenza, molti studiosi riconoscono che influenze diverse dai prezzi attuali e dalla spesa totale attuale devono essere sistematicamente modellate se si deve spiegare anche l'ampio schema della domanda in modo teoricamente coerente ed empiricamente solido.
Ad esempio, è stato raggiunto un certo successo nella comprensione di come le preoccupazioni relative allo status sociale abbiano influenzato la spesa delle famiglie in beni altamente visibili.

### Contabilità per la loro forma
Non esiste una teoria consolidata che possa spiegare la forma osservata delle curve di Engel e i loro valori di elasticità del reddito associati. Lo stesso Ernst Engel sosteneva che le famiglie possedessero una gerarchia di desideri che determinava la forma delle curve di Engel. Con l'aumentare del reddito delle famiglie alcune motivazioni diventano più importanti nella spesa delle famiglie poiché i desideri più elementari che dominano i modelli di consumo a livelli a basso reddito, come la fame, alla fine si saziano a livelli di reddito più elevati.